# 14322 Шакура
14322 Шакура (14322 Shakura) — астероїд головного поясу, відкритий 22 грудня 1978 року.
Тіссеранів параметр щодо Юпітера — 3,615.